# Charles Dibdin

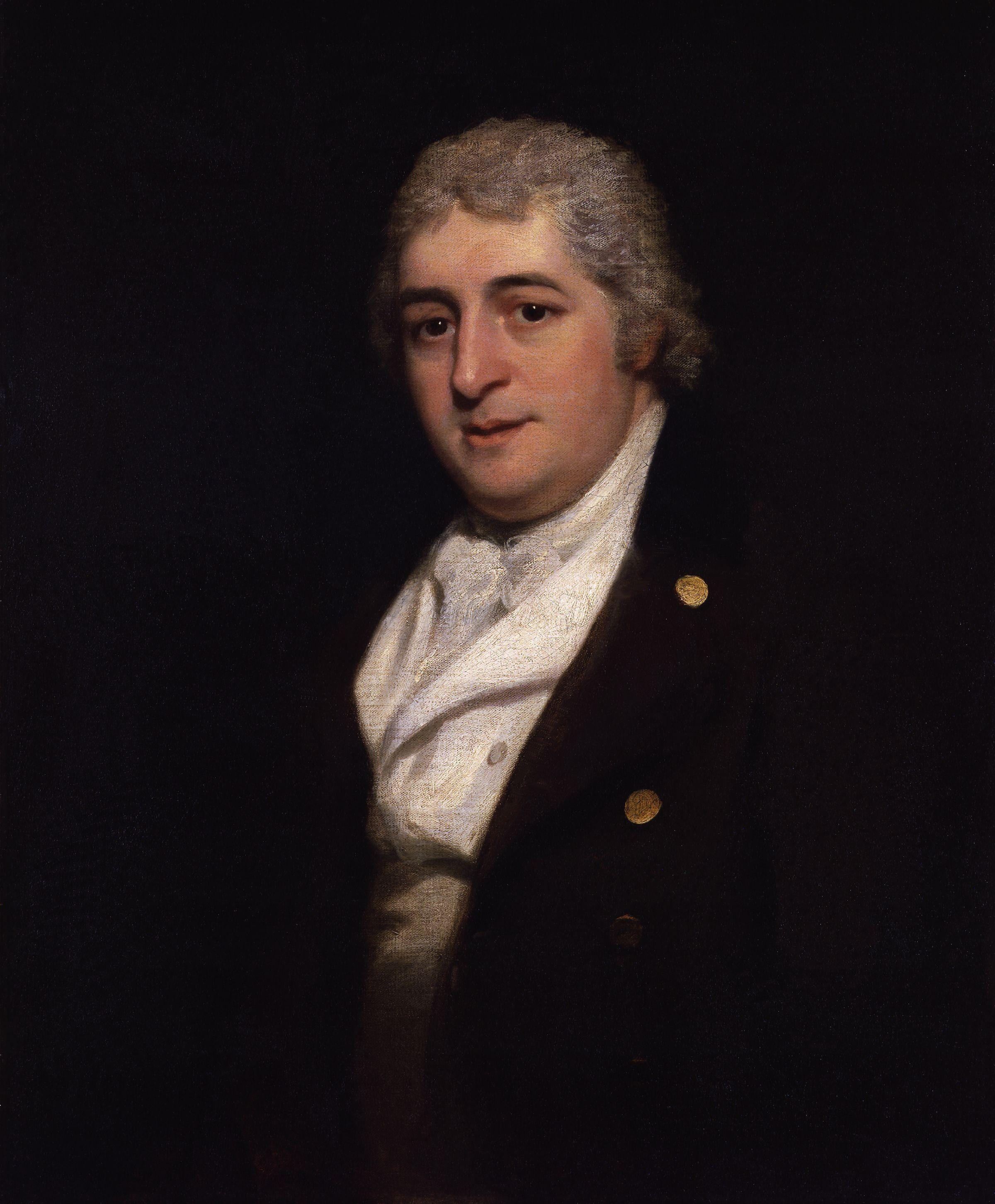
Charles Dibdin

Charles Dibdin (4 de marzo? de 1745 en Southampton - 25 de julio de 1814), fue un compositor, escritor y actor inglés.
Su reputación quedó firmemente establecida gracias a la música de la obra de The Padlock, producida en Drury Lane bajo dirección de Garrick en 1768. El compositor mismo intervino asumiendo el papel de Mungo con gran éxito. Siguió durante algunos años relacionado con Drury Lane, como compositor y también como actor, y produjo durante este período dos de sus obras más conocidas, The Waterman (1774) y The Quaker (1775). Una disputa con Garrick hizo que terminara su contrato. En The Comic Mirror ridicuklizó a figuras contemporáneas destacadas a través de las marionetas.
Estrenó en Londres, en el Leicester Square, un pequeño teatro donde actuaba a la vez como autor, compositor y actor. Este teatro se puso muy de moda, gracias a la alegría de Dibdin y la oportunidad de sus canciones contra Francia, que le valieron una subvención por parte de Pitt el Joven. A la muerte de este ministro, Dibdin, no cubriendo gastos, cerró su teatro. 
Sus obras se han olvidado desde finales del siglo XIX, así como las numerosas novelas que compuso. Escribió una Historia del teatro inglés, 1793.